# 社会党 (印度尼西亚)
社会党（缩写为PS）是印度尼西亚历史上的一个社会主义政党，存在于1945年11月13日—1948年2月12日。该党由苏丹·夏赫里尔领导的社会主义人民党和阿米尔·谢里夫丁领导的印度尼西亚社会党合并而成；合并后，夏赫里尔和谢里夫丁分别任该党的主席和副主席。在该党存续期间，夏赫里尔（1945年—1947年）和谢里夫丁（1947年—1948年）先后任印度尼西亚总理。